# ورم M2-PK
الورم M2-PK هو مرادف لـ dimeric من بيروفيت كاينيز ايزوانزيم نوع PKM2 ٬ ويكون انزيما رئيسيا في ورم عمليات الأيض .الورم M2-PK يمكن أن يكون مرتفع في العديد من أنواع الأورام ٬ بدلا من أن يكون ورما محددا لعضو مثل PSA .وقد يكون زيادة مستوى البراز وسيلة للكشف عن أورام القولون . و مستويات بلازما EDTA تخضع لاختبارات للكشف عن أنواع مختلفة من السرطانات.

## الكشف المبكر عن أورام القولون والمستقيم
تقاس قيمة M2-PK بالبراز ٬ وهي علامة لوجود ورم بالقولون والمستقيم عندما تقاس بالبراز بقيمة 4 U/ml ٬ و تقدر حساسيتها بأن تكون 85% لسرطان القولون ٬ و 56% لسرطان المستقيم. و خصوصيتها هي 95% .
يفيد الورم M2-PK لتشخيص سرطان الرئة ويفضل للتشخيص أكثر من SCC و NSE tumor markers . و سرطان خلايا الكلية. ولا يمكن ل M2-PK الكشف عن سرطان الخلايا الانتقالية للمثانة وسرطان البروستاتا.

## متابعة السرطان
قد كشفت دراسات من مختلف مجموعات العمل الدولية عن زيادة كبيرة في كمية الورم M2-PK في عينات EDTA البلازما من المرضى الذين يعانون من أورام الكلى والرئة والثدي وعنق الرحم والأمعاء المعوية (المريء والمعدة والبنكرياس والقولون والمستقيم)، وكذلك سرطان الجلد، والذي يرتبط مع مرحلة الورم .
مزيج من ورم M2-PK مع علامة الورم الكلاسيكية المناسبة، مثل CEA لسرطان الأمعاء، وCA 19-9 لسرطان البنكرياس وCA 72-4 لسرطان المعدة، يزيد بشكل كبير من الكشف عن أنواع مختلفة من السرطان.

## تيترامريك وديمريك PKM2
يحفز «بيروفيت كاينيز» الخطوة الأخيرة داخل glycolytic sequence ، وdephosphorylation  من phosphoenolpyruvate إلى pyruvate ، وهو المسؤول عن إجمالي إنتاج الطاقة داخل مسار glycolytic . اعتمادا على وظائف التمثيل الغذائي المختلفة للأنسجة، يتم التعبير عن ايزوانزيمات مختلفة من البيروفيت كانيز. M2-PK هو isoform السائد في الخلايا المتكاثرة، مثل الخلايا الليفية والخلايا الجنينية والخلايا الجذعية البالغة ومعظم الأنسجة البشرية، بما في ذلك الرئة والمثانة والكلى والغدة الصعترية. M2-PK هوupgregulated في العديد من الأورام البشرية.  

## الطفرات
لأول مرة تم الإبلاغ عن طفرتين من انزيم بيروفيت كاينيز M2 هما H391Y و K422R وجدت في خلايا مرض متلازمة بلوم . وتظهر النتائج أنه على الرغم من وجود طفرات بين الوحدات الفرعية K422R و H391Y حافظت طفرة البروتينات على شكلها ال homotetrameric. الذي يشبه بروتين wild-type ٬ ولكن أظهرت خسارة في نشاطها بنسبة 75% و 25% على التوالي . ومن المثير للاهتمام ٬ أظهرت أن زيادة نسبة H391Y بمقدار ستة أضعاف تقارب لل phosphoenolpyruvate و تتصرف مثل البروتين من نوع non-allosteric والاستقرار على مجموعة من قيم الرقم الهيدروجيني، وتأثير أقل من مثبطات ألوستيريك.

## الروابط الخارجية
- Tumor M2-PK as a diagnostic biomarker

1. ↑  Haug، U.؛ Rothenbacher، D.؛ Wente، M. N.؛ Seiler، C. M.؛ Stegmaier، C.؛ Brenner، H. (2007). "Tumour M2-PK as a stool marker for colorectal cancer: Comparative analysis in a large sample of unselected older adults vs colorectal cancer patients". British Journal of Cancer. ج. 96: 1329–34. DOI:10.1038/sj.bjc.6603712. PMC:2360192. PMID:17406361.
2. ↑  4004.pdf [وصلة مكسورة] نسخة محفوظة 07 مارس 2016 على موقع واي باك مشين.
3. ↑  "Tumor M2-PK Stool Test". مؤرشف من الأصل في 2014-05-13. اطلع عليه بتاريخ 2013-06-08.
4. ↑  Bluemlein K، Grüning NM، Feichtinger RG، Lehrach H، Kofler B، Ralser M (2011). "No evidence for a shift in pyruvate kinase PKM1 to PKM2 expression during tumorigenesis". Oncotarget. ج. 2: 393–400. DOI:10.18632/oncotarget.278. PMC:3248187. PMID:21789790.
5. ↑  Akhtar K، Gupta V، Koul A، Alam N، Bhat R، Bamezai RN (مايو 2009). "Differential behavior of missense mutations in the intersubunit contact domain of the human pyruvate kinase M2 isozyme". J. Biol. Chem. ج. 284 ع. 18: 11971–81. DOI:10.1074/jbc.M808761200. PMC:2673266. PMID:19265196.{{استشهاد بدورية محكمة}}:  صيانة الاستشهاد: دوي مجاني غير معلم (link)